# Светлово (Калининградская область)
Светлово— посёлок в Зеленоградском районе Калининградской области. До 2016 года входил в состав Ковровского сельского поселения.

## Население
| 2002 | 2010 |
| ---- | ---- |
| 2    | ↗4   |

## История
В 1946 году Санкт Лоренц года был переименован в поселок Родники.